# Andrija Aleši
Andrija Aleši (albanski: Andrea Aleksi) poznat i kao Andrea Alessi di Durazzo (Lješ, Albanija 1425. – Split, oko 1505.), arhitekt i kipar, jedan je od najznačajnijih umjetničkih osobnosti hrvatske umjetnosti petnaestog stoljeća. Ostvario je bogat opus koji u pojedinim ostvarenjima nadilazi lokalni karakter svrstavajući ga u europskim okvirima u sam vrh prijelaznog gotičko – renesansnog, odnosno renesansnog stilskog izražaja.

## Počeci
Andrija Aleši (Andrea de Alesio ) rođen je 1425. godine u mjestu Lezhë (Leši) u Albaniji. 1435. godine dolazi u Zadar na osmogodišnje naukovanje kod magistra klesara Marka iz Troje (talijanske pokrajine Apulije). Kod magistra Marka Aleši je izučio klesarski zanat. 
Po isteku naukovanja Aleši odlaz u Šibenik gdje se od 1445. godine spominje kao pomoćnik Jurja Matejeva Dalmatinca pri gradnji šibenske katedrale.
Alešijev udio na gradnji katedrale nije pouzdano utvrđen, no pretpostavlja se (Ljubo Karaman) da su njegov rad plitko izdubljene niše na vanjskim i unutarnjim zidovima katedrale s kaneliranom plohom i školjkastim polukružnim kapama, s obzirom na to da se taj motiv pojavljuje na čitavom nizu njegovih radova. Također mu se pripisuje i friz dječaka što nose vijenac, te nekoliko kapitela.

### Osamostaljenje i radionica u Splitu
1448. godine Aleši napušta Jurjevu radionicu i odlazi u Split. Tada je u Splitu angažiran na izgradnji kapele sv. Katarine u dominikanskoj crkvi. Zbog obima posla pokreće vlastitu radionicu u koju prima dva učenika: Ivana Bizasku (Giovanni Bizaschi) i Marina Veseljka (Marino fu Veselco). No, pretpostavlja se da istovremeno ima i radionicu u Šibeniku u kojoj ima učenika Pavla Rajkovića. Kapelu Aleši dovršava 1450. godine. No nažalost to ostvarenje nije ostalo sačuvano, jer su crkva i kapela srušeni tijekom borbi s Turcima.
U to vrijeme Aleši je u Splitu angažiran i na radovima Palače općine. Iako danas nije pouzdano utvrđeno na koje se to radove odnosi, pretpostavlja se da je riječ o loži s biforom što danas u obliku mostića spaja općinsku palaču sa susjednom palačom Gorisino.
Iako Alesi u Splitu djeluje kao samostalan majstor suradnja s Jurjem Dalmatincem se ne prekida. Između 1451 .- 1457. kao Jurjev suradnik radi na palači kod Zlatnih vrata (Bogumilska ulica) i Papaličevoj palači.

## Loggia dei Mercanti
1450. godine Juraj Dalmatinac vodi pregovore i radi projekt Lože trgovaca (Loggia dei Mercanti) na palači Benincasa u Anconi. Zbog obima posla 1452. Juraj Dalmatinac za suradnika uzima Alešija s kime sklapa o detaljima posla ugovor. Aleši izvodi većinu klesarskih radova osim figura u nišama i reljefa konjanika.  Loggia dei Mercanti dovršena je 1454. godine i jedno je od remek – djela kasnogotičke umjetnosti.

## Rapski opus
Istovremeno dok radi za Jurja Dalmatinca Loggiu dei Mercanti nastaje i Alešijev bogat opus na otoku Rabu. 1453. ugovorom se obvezuje da će za rapskog plemića Kolana Crnotu (Collan de Cernotis) izgraditi kapelu i grobnicu u crkvi sv. Ivana Evanđelista. Godinu dana poslije sklapa ugovor s drugim rapskim plemićem Nikolom Skafa, da će mu izgraditi istovjetnu kapelu na suprotnoj strani crkve. Istovremeno sklapa i ugovor s biskupom Ivanom Skafa, da će mu u rapskoj katedrali izraditi nadgrobnu ploču pred oltarom sv. Stošije, te ogradice i kamene ukrase. Aleši također sklapa i ugovor i o izradi nadgrobne ploče ranijeg rapskog biskupa Zudeniko Zudenika.
Zbog obima posla Aleši je primoran povećati svoju radionicu. Uz već spomenutog Marina Veseljka tada kod njega radi kao pomoćni majstor Petar Berčić (Petrus de Barberio- Petar iz Bribira), te učenici Juraj Gradimilović i Juraj Koperić. Pretpostavlja se da Aleši zbog obima posla na Rabu ima posebnu radionicu u kojoj 1459. kao pomoćnici rade Mihovil Splićanin, Jakov Bračanin i stanoviti Stjepan.
Aleši zaprima sve više narudžbi na Rabu.  1456. sklapa ugovor o izgradnji Zudekine kapele u rapskoj katedrali a Petar Crni (Petrus de Zaro) mu naručuje nadgrobnu ploču s ogradicama.Alešijeva radionica također radi kamene portale i prozorske okvire rapskih palača Nimira, Zudeniko, i Crnota. 
Djelovanje Alešija na Rabu traje do 1462. godine. No i usprkos bogatom rapskom opusu on je očuvan samo u fragmentima. Crkva sv. Ivana Evanđelista gdje su se nalazile Crnotina i Skarfina kapela srušila se sredinom 19. stoljeća. Zudenikova kapela u rapskoj katedrali uništena je u 18. stoljeću tijekom barokizacije dok je portal palače Zudeniko uništen tijekom njene pregradnje.

## Trogirski opus
Najznačajniji dio svog opusa Andrija Aleši ostvarit će u Trogiru. Ondje je već između 1451. – 1457. godine radio na palačama biskupa Torlona i plemića Koriolana Cipika. Od prve je danas ostala sačuvana samo jedna trifora. No zato je očuvana palača Cipiko, na kojoj je prema nekim pretpostavkama (Cvito Fisković) kao suradnik radio i Nikola Firentinac.
No svoja najznačajnija ostvarenja Aleši je realizirao u trogirskoj katedrali sv. Lovre. Ondje prvo podiže krstionicu a potom i kapelu sv. Ivana Trogirskog (Ursinija). Riječ je o djelima značajnim i u međunarodnom kontekstu razvoja umjetnosti u kojima Aleši nadilazeći duh kasne gotike i srednjega vijeka vrlo rano ovladava vokabularom rane renesanse.

### Trogirska krstionica
Godine 1460. Andrija Aleši odlazi iz Splita u Trogir. Ondje je dobio zadatak da uz nadsvođeno predvorje katedrale sv. Lovre dogradi krstionicu. Istovremeno kada je započela izgradnja krstionice Aleši radi i na preoblikovanju katedralne sakristije. Gradnja krstionice trajala je trajala do 1467. godine. Tada Aleši upisuje svoje ime s unutarnje strane krstioničkih vrata:
ANDREAS ALEXIUS DURRACHINUS OPIFEX MCCCCXII.
Volumen krstionice je jednostavan kvadrat. Ulaz u krstionicu je iz predvorja katedrale iznad koga je postavljen reljef Kristova krštenja. Tlocrt unutrašnjosti je pačetvorina presvođena šiljastim kazetiranim bačvastim svodom. Prostorna koncepcija unutrašnjosti rađena je doslovce prema prostornoj koncepciji Jupiterova hrama u Dioklecijanovoj palači. Podnožni vijenac nosi zidne plohe ukrašene motivima kaneliranih plitkih pilastara s korintskim kapitelima između kojih su umetnute konkavne kanelirane niše ukrašene u gornjem djelu sa školjkastom lepezom. Prema Radovanu Ivančeviću kanelirani pilastri i konkavne niše „monolitni su kameni blokovi u debljini zida, tako da građevina ima više montažni nego zidani karakter“. Kako ističe Andrija Mutnjaković, Aleši time nastavlja „istovjetnu graditeljsku strukturu šibenske katedrale Jurja Dalmatinca kao izvorni identitet dalmatinske arhitekture“.
Korintski kapiteli zidnih pilastara nose dvostruki vijenac. Gornji dio vijenca načinjen je od dvostrukog niza lišća, a donji čini friz dječaka (Putta). Krstionica sadrži i tri skulptorska djela Andrije Alešija: reljefe Kristovo Krštenje u luneti nad ulazom i sveti Jeronima u zabatu iznad oltara te oltarnu skulpturu Ivana Krstitelja. Kompoziciju Kristova krštenja Radovan Ivančević dovodi u vezu sa slikom Kristova krštenja Piera della Francesca. Prema Ivančeviću ovaj je reljef jedan od najvažnijih dokumenata ranorenesansne skulpture u Dalmaciji.
Prema Andriji Mutnjakoviću Andrija Aleši „stvorio je svojom krstionicom prvo renesansno djelo u Hrvatskoj, u isto vrijeme kada se renesansa započela formirati u Italiji i nekoliko desetljeća prije nego što se renesansa počela javljati u drugim zemljama Europe“.

### Kapela Svetog Ivana Trogirskog
4. siječnja 1468. godine Andrija Aleši i Nikola Firentinac potpisuju s trogirskim kaptolom ugovor o izgradnji kapele sv. Ivana Trogirskog. Predviđen je prostor uz sjeverni zid katedrale na mjestu gdje se do tada nalazila jedna kuća. Zidovi kapele podijeljeni su u četiri zone: podnožje u obliku klupe, friz s puttima bakljonošama, središnju zonu s nišama za skulpture i atiku s kružnim prozorskim otvorima. Pretpostavlja se da je Aleši izradio barem osam od ukupno devetnaest putta, dok je ostale izradio Nikola Firentinac. Kiparski radovi u kapeli odaju nekoliko različitih autorskih rukopisa, i iako je utvrđivanje autorstva pojedinih djela izazvalo mnogobrojne stručne polemike prihvaćeno mišljenje je da su skulpture Jeronima, Ivana Krstitelja i jednog neutvrđenog sveca u nišama djelo Andrije Alešija.
Kipovi za niše se klešu između 1482. do 1559. godine dok su kipovi navještenja na ulaznom luku kapele nastaju u najranijoj fazi izgradnje. Kip Marije pripisuje se Alešiju a kip Anđela atribuiran je kao rad Nikole Firentinca. 
Prema Radovanu Ivančeviću kapela sv. Ivana Trogirskog je „najskladnija arhitektonsko-skulptoralna cjelina interijera što ju je umjetnost rane renesanse ostvarila u Europi“.

## Sveta Marija naTremitima
Andrija Aleši i Nikola Firentinac 1469. godine rade u trogirskoj dominikanskoj crkvi grobnicu patricija Subotića. Kako je njihov rad na trogirskoj kapeli privukao pozornost van granica hrvatske 1471. dobivaju narudžbu da izrade pročelje i portal crkve sv. Marije augustinskog samostana na otoku San Nicollo (Tremiti). Cjelokupan rad je dovršen 1473. godine.
No vrlo brzo dolazi do prekida suradnje između Andrije Alešija i Nikole Firentinca. Do prekida suradnje dolazi 1475. godine. Naime 1473. umire Juraj Dalmatinac, a radove na šibenskoj katedrali 1475. preuzima Firentinac, koji 1477. postaje i protomagistar daljnje izgradnje.

## Povratak u Split
Andrija Aleši vraća se u Split 1472. tijekom radova na crkvi sv. Marije na Tremitima. Tada s Nikolom Firentincem radi i na obnovi zvonika splitske katedrale. Nakon raskida suradnje s Firentincem već ostarijeli Aleši radi čitav niz reljefa s motivom sv. Jeronima, od kojih je najpoznatiji onaj za crkvu sv. Jere na Marjanu iz 1480. godine.
S turskom opasnošću sve više stagniraju narudžbe. Tako će osamdesetih godina Aleši raditi sa svojom radionicom na učvršćivanju splitskih zidina. Zabilježeno je da je 1497. vršio popravke zvonika splitske katedrale. 
1503. Andrija Aleši radi vlastiti nadgrobni spomenik koji si je postavio u splitskoj crkvi sv. Duha. Godine 1504. piše oporuku, a 1507. više se ne vodi na popisu splitskih građana.

## Vanjske poveznice
- Aleši, Andrija Hrvatska tehnička enciklopedija, portal hrvatske tehničke baštine. LZMK